# Juan Bravo Murillo
Juan Bravo Murillo (Fregenal de la Sierra, 24 juni 1803 – Madrid, 11 februari 1873) was een Spaans advocaat, econoom, schrijver, politicus en eerste minister.

## Levensloop

### Studies en afgevaardigde in deCortes Generales
Bravo Murillo volgde een studie in de rechtswetenschappen aan de Universiteit van Salamanca en aan de Universiteit van Sevilla en vervolgens werd hij advocaat.
Na de dood van koning Ferdinand VII werd hij in 1833 fiscaal advocaat in de provincie Cádiz. Nadat in 1835 de Partido Progresista aan de macht kwam, stopte hij als fiscaal advocaat om terug gewoon advocaat te worden. Van mei tot augustus 1836 was hij de secretaris van eerste minister Francisco Javier de Istúriz.
Zijn politieke loopbaan begon toen hij op 22 september 1837 als afgevaardigde van de Partido Moderado in de Cortes verkozen werd en vervulde dit mandaat met enkele onderbrekingen tot in oktober 1858.

### Ministerschap
Nadat zijn invloed begon toe te nemen, werd hij op 28 januari 1847 minister van Genadeverzoeken en van Justitie in de regering van Carlos Martínez de Irujo en bleef dit tot op 28 maart 1847.
Van 14 november 1847 tot 31 augustus 1849 was hij in de regering van Ramón María Narváez y Campos minister van Handel, Onderwijs en Openbare Werken. In januari 1849 was hij ook ad interim minister van Marine en in augustus 1849 ad interim minister van Financiën. Van 31 augustus tot 19 oktober 1849 was hij vervolgens volwaardig minister van Financiën. Na een zeer korte overgangsregering van Serafín María de Soto werd hij op 20 oktober 1849 opnieuw minister van Financiën in de nieuwe regering van Narváez en bleef dit tot op 29 november 1850. In deze functie bemoeide hij zich meer en meer om de staatsfinanciën.

### Premierschap
Op 14 januari 1851 volgde Bravo Murillo Narváez op als eerste minister van Spanje en bleef dit tot op 14 december 1852. Hij combineerde dit met het ministerschap van Financiën en van juli tot september 1851 was hij tevens ad interim minister van Genadeverzoeken en van Justitie.
Tijdens zijn premierschap werd de basis voor het Isabella II-kanaal over watervoorziening aangelegd in Madrid en gebeurde het Concordaat van 1851 tussen de Spaanse regering en de Heilige Stoel, waarbij de twee staten zich verzoenden aangezien ze lang in conflict hadden gelegen wegens de secularisatiedecreten van premier Juan Álvarez Mendizábal in de jaren 1830. Als minister van Financiën probeerde hij ook om geen rente meer te hoeven betalen op de buitenlandse schulden.
In 1852 wou hij de grondwet van 1845 wijzigen om de monarchie meer macht te geven en zo de kans op revoluties te verminderen en liet nieuwe verkiezingen uitschrijven die in feite een referendum zouden zijn voor dit. Aan de andere kant verbood hij wel discussie over dit voorstel in de pers en maakte via kunst openlijk propaganda voor de grondwetswijziging. Tot nieuwe verkiezingen kwam het echter niet omdat de koningin begon te vrezen voor een staatsgreep en op 14 december 1852 werd hij ontslagen.

### Laatste levensjaren
Toen Baldomero Espartero in de periode 1854-1856 een progressieve regering leidde, besloot Bravo Murillo om zich voorlopig uit de politiek terug te trekken. Hij keerde echter terug naar de politiek en was van 11 januari tot 13 mei 1858 parlementsvoorzitter. Wegens zijn politieke verdiensten werd hij op 10 november 1863 benoemd tot senator voor het leven.
Om hem te eren werd er in 2001 een metrostation in Madrid naar hem vernoemd.

### Schrijver
Bravo Murillo publiceerde zijn politieke herinneringen als autobiografisch werk onder de titel "Opúsculos". Ook schreef hij verschillende financiële en economisch-wetenschappelijke vakboeken.
- Biblioteca Nacional de España: XX1211935
- Bibliothèque nationale de France: cb17151440x (data)
- Gemeinsame Normdatei: 1322205507
- International Standard Name Identifier: 0000 0000 6254 5533
- Library of Congress Control Number: n2020064017
- Nationale Bibliotheek van Israël: 987009445052305171
- Nederlandse Thesaurus van Auteursnamen: 131441663
- SNAC: w6db9bsv
- Système universitaire de documentation: 078746876
- Virtual International Authority File: 88756958